# سیارک ۱۴۵۴۲
سیارک ۱۴۵۴۲ (به انگلیسی: 14542 Karitskaya، نامگذاری:1997SW9) چهارده هزار و پانصد و چهل و دومین سیارک کشف شده‌است که در ۲۹ سپتامبر ۱۹۹۷ کشف شد.
قدر مطلق سیارک برابر ۱۳٫۵۰ است.